# Masakra przy ulicy Brackiej w Warszawie
Masakra przy ulicy Brackiej – szereg mordów, podpaleń oraz innych poważnych naruszeń prawa wojennego, których dopuścili się żołnierze niemieckiego Wehrmachtu podczas prób odblokowania utrzymywanego przez powstańców warszawskich odcinka al. Jerozolimskich. 
W trakcie walk prowadzonych w dniach 3-4 sierpnia 1944 żołnierze 4. pułku grenadierów wschodniopruskich nagminnie wykorzystywali polskich cywilów w charakterze „żywych tarcz”, osłaniających natarcia czołgów na powstańcze barykady. Dopuścili się także szeregu mordów na jeńcach wojennych oraz mieszkańcach domów przy ul. Brackiej i al. Jerozolimskich. Liczba ofiar mogła przekroczyć 200 osób.

## Niemieckie natarcie w kierunku Dworca Głównego
Aleje Jerozolimskie wraz z przyległym Mostem Poniatowskiego stanowiły jedną z najważniejszych warszawskich arterii komunikacyjnych, którą Niemcy mogli dostarczać posiłki i zaopatrzenie dla swych oddziałów walczących z Armią Czerwoną na prawym brzegu Wisły. W pierwszym dniu powstania warszawskiego (1 sierpnia 1944) żołnierze AK zaatakowali najważniejsze niemieckie obiekty przy al. Jerozolimskich (m.in. Dworzec Główny, gmach Banku Gospodarstwa Krajowego, Most Poniatowskiego), lecz nie udało im się w żadnym miejscu zablokować tej arterii. Jedynie na wysokości ul. Brackiej udało się nawiązać wątłe połączenie z oddziałami AK w Śródmieściu Południowym. Sytuacja zmieniła się na korzyść powstańców dopiero 3 sierpnia. Tego dnia we wczesnych godzinach porannych żołnierzom Zgrupowania „Chrobry II” udało się zaskakującym wypadem opanować zabudowania Dworca Pocztowego przy skrzyżowaniu al. Jerozolimskich z ul. Żelazną. Ten sam oddział zdobył następnie położony naprzeciwko dworca tzw. Dom Turystyczny, gdzie nawiązano kontakt z żołnierzami Zgrupowania „Gurt”, obsadzającymi pobliski gmach Wojskowego Instytutu Geograficznego. Około godziny 10:00 żołnierze obu oddziałów dokonali wypadu na tunel kolei średnicowej, gdzie opanowano część niemieckiego pociągu ewakuacyjnego, zdobywając przy okazji sporo broni. Aleje Jerozolimskie wraz z przylegającą linią kolejową były odtąd zablokowane przez powstańców.
Niemcy szybko przystąpili do kontrakcji. Około południa w al. Jerozolimskie wjechała od strony ul. Towarowej silna kolumna pancerna, która przedzierała się z Woli w kierunku Mostu Poniatowskiego. Niemieckie czołgi, przed którymi pędzono w charakterze „żywych tarcz” kilkuset schwytanych na Woli cywilów, przydusiły ogniem obrońców Dworca Pocztowego, aby około godziny 13:00 dotrzeć w okolice mostu. Z kolei około godziny 15:00 od strony Mostu Poniatowskiego ruszyły do natarcia dwa bataliony 4. pułku grenadierów wschodniopruskich (sprowadzonego dzień wcześniej z Zegrza). Niemiecka piechota wsparta kilkoma czołgami nacierała wzdłuż al. 3 Maja i al. Jerozolimskich, próbując przebić się do obsadzanego wciąż przez niemieckie oddziały Dworca Głównego. Na odcinku między ul. Bracką a Nowym Światem grenadierzy wschodniopruscy napotkali na zaciekły opór stawiany przez polskich żołnierzy z 3. kompanii batalionu „Kiliński” i tzw. Kolegium C (parzysta strona al. Jerozolimskich) oraz batalionu KB „Sokół” i oddziału AK „Bełt” (domy po stronie nieparzystej). Do godziny 19:00 Niemcom udało się częściowo opanować odcinek al. Jerozolimskich między Nowym Światem a ul. Marszałkowską, lecz nie zdołali przebić się do Dworca Głównego. Ponadto żołnierzom AK udało się utrzymać placówki w domach przy al. Jerozolimskich nr 17 i 21. Z powodu poważnych strat i silnego oporu powstańców Niemcy musieli wstrzymać natarcie i wycofać główne siły pułku w okolice gmachu Muzeum Narodowego. Pozostawili jedynie ubezpieczenia w wypalonych domach nr 19 i 25.
4 sierpnia al. Jerozolimskie ponownie stały się areną zaciekłych walk. W godzinach porannych grenadierzy wschodniopruscy wznowili natarcie w kierunku zachodnim. Następnie silna kolumna pojazdów i piechoty z niemieckiej 19. Dywizji Pancernej (od 60 do 80 czołgów i dział pancernych) przebiła się z okolic Mostu Poniatowskiego na Ochotę. Na skutek silnego ostrzału wroga żołnierze AK musieli chwilowo opuścić płonący Dworzec Pocztowy. Niemcy ponieśli jednak przy tym poważne straty (sama tylko 19. Dywizja Pancerna utraciła 11 zabitych i 40 rannych). Nieprzyjaciel nie podjął także próby trwałego obsadzenia i zabezpieczenia al. Jerozolimskich. Niemcy utrzymali jedynie zajmowany wcześniej Dworzec Główny, gmach BGK oraz gmach Muzeum Narodowego, a także pozostawili kilka placówek w ruinach domów na odcinku między Nowym Światem a ul. Marszałkowską. Żołnierze AK nadal utrzymywali natomiast stanowiska w gmachu Dworca Pocztowego oraz w kamienicy nr 17. W rezultacie żadna ze stron nie mogła wykorzystywać al. Jerozolimskich w charakterze szlaku komunikacyjnego. Dopiero po wielodniowych walkach powstańcy zdołali zabezpieczyć odcinek al. Jerozolimskich między Nowym Światem a ul. Marszałkowską, który stał się jedynym naziemnym korytarzem łączącym Śródmieście Północne z Południowym (10-25 sierpnia).

## Zbrodnie na jeńcach i ludności cywilnej

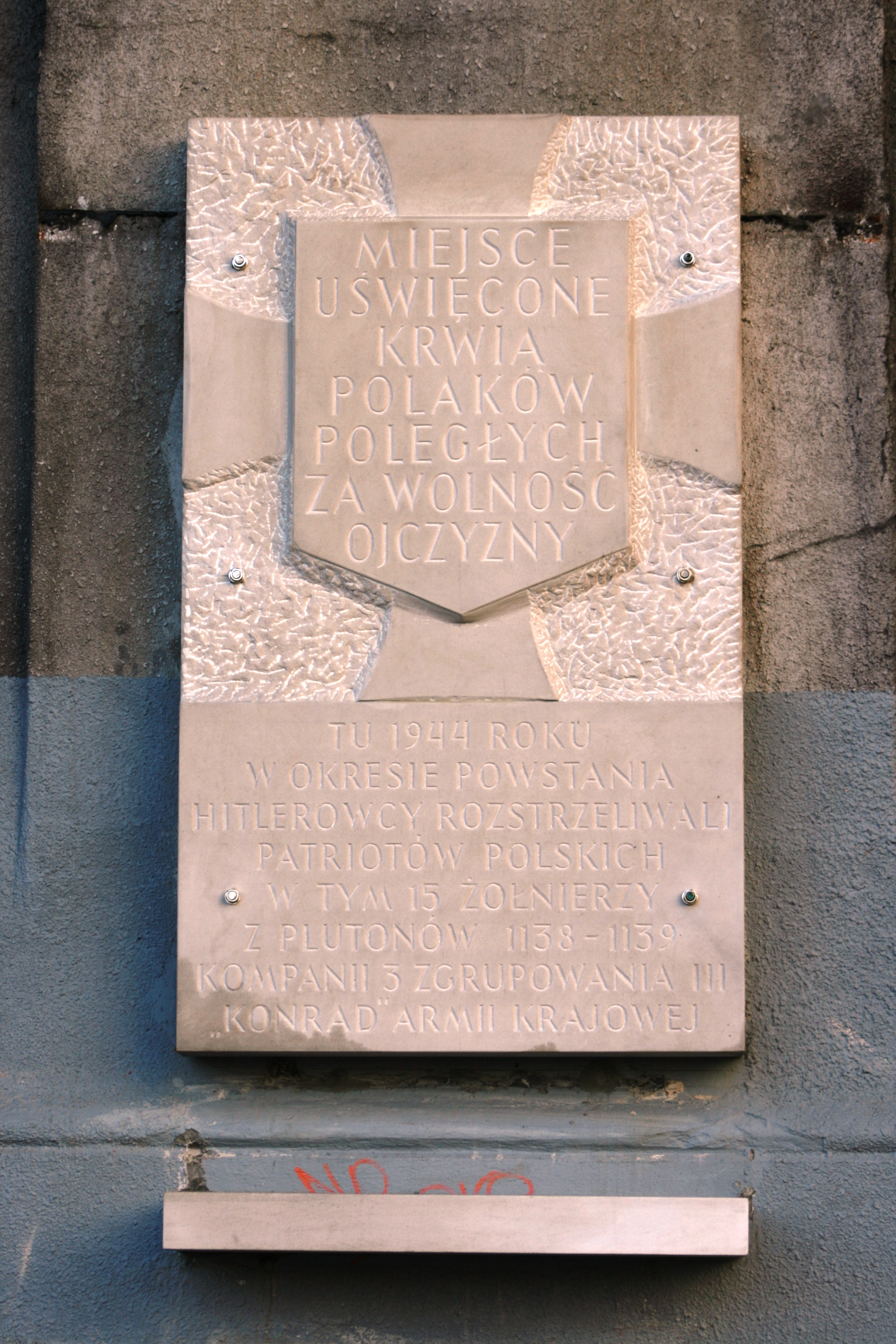
Tablica pod Mostem Poniatowskiego upamiętniająca zamordowanych żołnierzy 1138. i 1139. plutonów AK

Podczas walk prowadzonych w dniach 3 i 4 sierpnia 1944 grenadierzy wschodniopruscy dopuścili się szeregu zbrodni wojennych. Na całej trasie natarcia polska ludność była wypędzana ze zdobytych przez Niemców domów, a następnie pędzona do gmachu Muzeum Narodowego. Wieczorem 3 sierpnia w piwnicach gmachu znalazło się ponad 4000 cywilów. Dopiero 4 sierpnia w godzinach wieczornych Niemcy dostarczyli wypędzonym nieco żywności oraz pozwolili lekarzom udzielić pomocy rannym.
Polskich cywilów, schwytanych na Pradze oraz w domach przy al. 3 Maja, niemieccy żołnierze wykorzystywali w charakterze „żywych tarcz”, osłaniających natarcia czołgów na powstańcze barykady. Zgodnie z relacją, którą świadek tych wydarzeń złożył redaktorom powstańczego pisma „Rzeczpospolita Polska” (nr 26 (98) z 15 sierpnia 1944), rankiem 3 sierpnia oficer niemieckich wojsk pancernych wybrał ok. 60 mężczyzn z tłumu cywilów więzionych w piwnicach Muzeum Narodowego. Polecił następnie uformować z nich kolumnę (po 5-6 osób w każdym szeregu), którą popędzono przed czołgami w kierunku powstańczych pozycji. Przy polskiej barykadzie na skrzyżowaniu ul. Brackiej i al. Jerozolimskich cywile z „żywej tarczy” dostali się w krzyżowy ogień i zostali zmasakrowani. Zakładników, którzy uciekali bądź próbowali kryć się przed kulami, Niemcy rozstrzeliwali lub obrzucali granatami. W rezultacie poniosło śmierć ok. 50–60 polskich cywilów. Wspomniany wyżej świadek zeznał, że do Muzeum Narodowego zdołało powrócić zaledwie pięciu mężczyzn, w tym trzech rannych i poparzonych (jeden z nich wkrótce zmarł). 
W podobny sposób Niemcy postąpili podczas walk w dniu 4 sierpnia. Tego ranka z piwnic Muzeum Narodowego wyciągnięto ok. 100 mężczyzn – cywilów oraz kilku powstańców pochwyconych na Powiślu – których popędzono w kierunku powstańczych barykad. Wielu zakładników zginęło w czasie strzelaniny lub zostało zamordowanych przez Niemców. Kilku zdołało uciec na teren opanowany przez powstańców. Zakładników wykorzystano także do osłony przebijającej się na zachód kolumny z niemieckiej 19. Dywizji Pancernej. Początkowo ponownie użyto w tym celu cywilów przetrzymywanych w piwnicach muzeum. Wielu zakładników uciekło jednak lub poniosło śmierć w pierwszej fazie natarcia. Niemcy wyciągnęli wówczas kilkuset cywilów z domów w rejonie skrzyżowania ul. Marszałkowskiej z ul. Nowogrodzką i al. Jerozolimskimi. Osłaniali oni przejazd kolumny aż do skrzyżowania al. Jerozolimskich z ul. Chałubińskiego, gdzie następnie trzymano ich pod strażą przez kilka godzin.
W dniach 3-4 sierpnia grenadierzy wschodniopruscy dokonali także szeregu egzekucji. Z meldunku sytuacyjnego, sporządzonego przez nieustaloną komórkę AK w godzinach wieczornych 5 sierpnia 1944, wynika, że Niemcy zamordowali wszystkich mężczyzn schwytanych w domach przy al. Jerozolimskich nr 8 i 16 oraz w narożnym domu Nowy Świat – al. 3 Maja. Na powstańczym punkcie opatrunkowym przy al. Jerozolimskich 16 został zastrzelony lekarz niosący pomoc rannym, a kierowniczka sekcji sanitarnej spłonęła w podpalonym przez Niemców budynku. Z kolei „Biuletyn Informacyjny” nr 43/44 informował, że z rąk Niemców zginęli w tych dniach mieszkańcy kamienic przy ul. Brackiej 17 i al. Jerozolimskich 19 (w tym ostatnim domu miało zginąć 40 mężczyzn oraz kilka kobiet). Antoni Przygoński oceniał łączną liczbę rozstrzelanych na ok. 100 osób. Śmierci uniknęli mężczyźni zamieszkujący dom na rogu ul. Marszałkowskiej i al. Jerozolimskich, gdyż wcielony do Wehrmachtu Ślązak pozwolił im w odpowiednim momencie uciec do obsadzonego przez powstańców domu. 
Mordowani byli także wzięci do niewoli powstańcy. Jedna z największych egzekucji miała miejsce na Powiślu, gdzie po nieudanym szturmie na Most Poniatowskiego kilkudziesięciu słabo uzbrojonych żołnierzy z 1138. i 1139. plutonów III Zgrupowania AK „Konrad” zostało odciętych w domu przy al. 3 Maja nr 2. Podczas niemieckiego kontrataku w dniu 3 sierpnia 1944 czołgi rozbiły bramę domu, a przerażeni mieszkańcy wywiesili białą flagę. Żołnierze AK zdołali pozbyć się broni i powstańczych opasek, a następnie wmieszali się w grupę cywilów. Po opanowaniu domu Niemcy oddzielili mężczyzn od kobiet, po czym rozpoczęli selekcję. Przy wyszukiwaniu powstańców aktywnie pomagała im Barbara Sikora – córka dozorcy, a zarazem znana konfidentka Gestapo (zdradziła ona, iż w domu ukryło się ok. 50 żołnierzy AK). W selekcji uczestniczył również volksdeutsch Koenig, który jednak nie wskazał żadnego powstańca, a nawet uratował kilku żołnierzy. Ostatecznie Niemcy wybrali z tłumu 20 żołnierzy Zgrupowania „Konrad”, których następnie zgromadzili pod łukiem wiaduktu (tzw. ślimak). Lokatorka domu zdołała jeszcze przekupić strażników i wyciągnąć z grupy skazańców Zbysława Przepiórkę ps. „Zbyszko”. Prawdopodobnie jeszcze tego samego dnia pozostałych 19 jeńców rozstrzelano pod wiaduktem. Drugą grupę podejrzanych, w większości ukrytych powstańców, Niemcy zabrali na ul. Wioślarską. Ich zeznania okazały się na tyle spójne, że Niemcy zrezygnowali z natychmiastowej egzekucji i zamknęli zatrzymanych w wieżyczce Mostu Poniatowskiego. Byli oni przetrzymywani tam przez blisko dwa tygodnie (pożywienie i wodę dostarczała im ludność Saskiej Kępy). Około 18-19 sierpnia jeńców zabrano do koszar przy ul. 11 listopada na Pradze, gdzie przez dwa tygodnie pracowali przy załadunku wagonów. Później wywieziono ich do obozu przejściowego w Pruszkowie, a stamtąd do KL Stutthof.
Podczas walk o odblokowanie al. Jerozolimskich Niemcy dokonali szeregu zniszczeń materialnych. 3 sierpnia za pomocą benzyny oraz ostrzału z dział czołgowych podpalili domy przy al. Jerozolimskich nr 18, 20, 22, 32, 34 i 36, a także górne piętra kamienicy przy ul. Brackiej 17. Pożar ogarnął również fragmenty nieparzystej strony al. Jerozolimskich. Z kolei następnego dnia Niemcy podpalili wszystkie kamienice po parzystej stronie al. Jerozolimskich – na odcinku między ul. Bracką a Nowym Światem. Podpalono także wszystkie domy między ul. Smolną a al. 3 Maja oraz kilka domów na Nowym Świecie (w tych ostatnich Niemcy mieli nie pozwolić na ewakuację cywilów z płonących budynków).
Wszystkie opisane powyżej zbrodnie były dokonywane za wiedzą i aprobatą niemieckiego dowództwa. Wzięty do niewoli żołnierz 4. pułku grenadierów wschodniopruskich, Walther Brunon Dolingkeit (w cywilu protestancki pastor), zeznał, iż jego jednostka otrzymała rozkaz zabijania wszystkich napotkanych mężczyzn, usuwania z domów kobiet i dzieci oraz palenia budynków. Cywilów więzionych w gmachu Muzeum Narodowego traktowano jako zakładników. W wieczornym meldunku sytuacyjnym niemieckiej 9. Armii z 4 sierpnia 1944 zapisano, iż spośród blisko 4000 spędzonych tam warszawiaków „wypuści się dzisiaj w nocy kobiety i dzieci pouczywszy je, że jeżeli ogień nie zostanie przerwany do godziny 8:00 rano, to będą zawdzięczać bandytom rozstrzelanie ich mężów i ojców, a także wszystkich innych mężczyzn, bo żołnierze nie są w stanie rozróżnić, kto jest nieprzyjacielem, a kto przyjacielem”. Ostatecznie nie doszło do realizacji tej groźby. Część mężczyzn (zakwalifikowanych jako „chorych”) wypuszczono na wolność wraz z kobietami i dziećmi. Pozostałych wywieziono z Warszawy.